# Clan Oda (Hitachi)
Il clan Oda (小田氏?, Oda-shi) fu un importante clan giapponese che governò nella provincia di Hitachi. Dichiaravano di discendere dalla famiglia Tomoie la quale aiutò Minamoto no Yoritomo a fondare lo shogunato Kamakura. Non aveva nessun legame con il più famoso clan Oda della provincia di Owari.

## Storia
Discendenti dalla famiglia Tomoie, la quale era imparentata con il clan Utsunomiya, ebbero un ruolo importante nella creazione dello shogunato Kamakura. I Tomoie ebbero un notevole successo in battaglia contro il clan Fujiwara e nel 1189 furono nominati governatori della provincia di Hitachi da Minamoto no Yoritomo. 
Persero potere verso la fine del periodo Kamakura per mano del clan Hōjō e supportarono l'imperatore Go-Daigo nella sua lotta contro Ashikaga Takauji. Tuttavia a causa della limitazione geografica e degli avvenimenti circostanti la famiglia Oda non riuscì ad aumentare il proprio potere e rimase un piccolo clan.
Dall'inizio del XVI secolo, durante il periodo Sengoku, la famiglia Oda fu esposta alle lotte dei potenti clan vicini quali Uesugi, Hōjō e Satake. I clan Uesugi e Satake strinsero un'alleanza contro il clan Hōjō, e gli Oda, dopo un iniziale scontro con gli Hōjō, si allearono con quest'ultimi nel 1564. Ebbero numerosi conflitti territoriali con i confinanti Satake. Durante questi conflitti, il castello di Oda, roccaforte del clan, fu ampliato in un grande castello con più strati di pareti di argilla e fossati. Durante il conflitto contro i clan Uesugi e Satake, Oda Ujiharu (conosciuto successivamente con il nome buddista Tenan), capo del clan Oda in quel periodo, perse diverse volte il castello di Oda. 
Nel 1564 e nel 1566 il castello di Oda fu occupato da Uesugi Kenshin (1530-1578), un signore della guerra della provincia di Echigo. Tuttavia ogni volta che Ujiharu si ritirava al castello di Tsuchiura (città di Tsuchiura), un altro grande castello del clan Oda, riusciva a recuperare il castello principale sostenuto da numerose e leali famiglie di servitori. Durante il 1560 la pressione del clan Satake al clan Oda divenne più forte che mai. Ōta Sukemasa (1522-1591), alleato ai Satake riuscì nel 1569 a conquistare prima il castello di Katano e poi quello di Oda. Ujiharu tentò di riprendersi i castelli ma dopo esser stato sconfitto da Sukemasa perse anche quello di Tsuchiura dopo un imponente attacco di un'armata Satake. 

## La fenice del clan Oda[1]
Dopo che tutti i castelli furono persi il clan sembrava estinto. Ma gli Oda detenevano ancora un certo potere, e nonostante si fossero arresi ai Satake cercarono nei successivi vent'anni qualsiasi modo per recuperarli. Si racconta che Ujiharu fu spesso ad un passo da riconquistare il castello di Oda, ma fallì sempre all'ultimo. Quando, nel 1590, il clan Hōjō venne sconfitto nella campagna di Odawara da Toyotomi Hideyoshi al clan Satake fu rinosciuto il potere su gran parte della provincia di Hitachi. Ma l'attaccamento di Ujiharu e le sue continue azioni fecero forte impressione sul Giappone dell'epoca che gli diede il soprannome di "fenice del clan Oda".
Il clan divenne in seguito servitore del clan Yūki.

## Membri importanti del clan
- Oda Masaharu (1492-1548) XIV° capo del clan, figlio di Ashikaga Masatomo, venne adottato da Oda Shigeharu. Supportò il clan Koga Ashikaga durante la battaglia di Kawagoe.
- Oda Ujiharu (1534-1602) XV° capo del clan, dopo la sconfitta con i Satake divenne servitore di Yūki Hideyasu.
- Oda Tomoharu (1548-1604) figlio illegittimo di Ujiharu. Dopo la caduta del clan servì Toyotomi Hideyoshi nell'invasione della Corea.
- Oda Moriharu (1557-1610) XVI° capo del clan, figlio di Ujiharu. Divenne, seguendo il padre, servitore di Yūki Hideyasu. Sua sorella divenne una delle concubine di Hideyasu.